# Chadsia flammea
Chadsia flammea är en ärtväxtart som beskrevs av Wenceslas Bojer. Chadsia flammea ingår i släktet Chadsia och familjen ärtväxter.

## Underarter
Arten delas in i följande underarter:
- C. f. acutidentata
- C. f. flammea
- C. f. parviflora